# Proof (Maßeinheit)
Proof ist eine veraltete Maßeinheit für den Alkoholgehalt eines Getränks und stellt eine Alternative zur heute allgemein üblichen Angabe in Volumenprozent dar. Sie ist gelegentlich noch in den USA und in Großbritannien anzutreffen.

## Geschichte
In den USA beträgt der Umrechnungsfaktor von Proof zu Volumenprozent 2 zu 1, die Angabe des Alkoholgehalts in der Maßeinheit Proof beträgt also genau das Doppelte der Angabe in Volumenprozent. So beträgt der Volumenanteil eines alkoholhaltigen Getränks mit der Angabe 101 Proof 50,5 % Alkohol.
In einigen Ländern, z. B. in Großbritannien finden sich insbesondere auf Whiskys noch abweichende Angaben wie „Degrees Proof“ oder „Proof Spirits“, dabei entsprechen „100 Degrees Proof“ einem Volumenanteil von 57,15 % Alkohol.
100 britische Proof geben den Mindestalkoholgehalt an, ab dem mit der Flüssigkeit getränktes Schießpulver entzündet werden kann. Mit Over Proof wird eine Spirituose mit mehr als 57 % Alkohol bezeichnet, Under Proof ist ein Getränk mit weniger als 57 % Alkohol, das den Test nicht mehr besteht.
Die Etymologie der Bezeichnung geht auf das englische Wort proof (dt. Nachweis, Probe) zurück. Die Prüfung der Entzündbarkeit diente im 16. Jahrhundert im Vereinigten Königreich der steuerlichen Einstufung alkoholischer Getränke. Sie wurde mit Hilfe eines mit der Flüssigkeit getränkten Schießpulver-Pellets vorgenommen und beruht auf der stark unterschiedlichen Löslichkeit des im Schießpulver enthaltenen Kaliumnitrats in Wasser und Alkohol. Der schwer zuverlässig zu reproduzierende Test wurde schon gegen Ende des 17. Jahrhunderts durch eine Dichtemessung ersetzt. Es wird kolportiert, dass auch britische Seeleute die Stärke des ihnen zustehenden Rums prüften, indem sie Schießpulver mit dem Rum tränkten und anzündeten.

## Staatliche Regulierungen

### EU
Die EU folgt den Vorschriften der Internationalen Organisation für das gesetzliche Messwesen. Hiernach kann der Alkoholgehalt in Volumenprozent oder Masse angegeben werden. Zwar wird keine eindeutige Empfehlung einer der beiden Methoden gemacht. Es ist jedoch vorgeschrieben, dass bei einer Angabe des Alkoholgehalts als Volumenanteil der Alkoholgehalt als prozentualer Anteil des Gesamtvolumens angegeben wird und das Gemisch aus Wasser und Alkohol zum Zeitpunkt der Messung eine Temperatur von 20 °C (68 °F) aufweist. Es werden weiterhin keine Vorschriften bezüglich der Flaschenetiketten oder der Reinheit des Alkohols gemacht.

### Großbritannien
Seit dem 1. Januar 1980 wird der Alkoholgehalt in Großbritannien in Volumenprozent angegeben und folgt seitdem der Empfehlung der Internationalen Organisation für das gesetzliche Messwesen, wonach der Alkoholgehalt als prozentualer Anteil des Volumens bei einer Temperatur von 20 °C (68 °F) gemessen wird. Damit wird die Messung des Alkoholgehalts mithilfe des Sikes-Aräometers ersetzt, welches in Großbritannien für über 160 Jahre zur Bestimmung des Alkoholgehalts genutzt wurde.

### USA
Auch in den USA wird der Alkoholgehalt als prozentualer Anteil des Volumens angegeben. Nach Artikel 27 des Code of Federal Regulations sind Hersteller angewiesen, den Alkoholgehalt ihrer Spirituosen als Volumenanteil zu deklarieren. Proof ist aber noch immer eine gängige Angabe bei Spirituosen.